# Мірча-Воде (комуна, Констанца)
Мірча-Воде (рум. Mircea Vodă) — комуна у повіті Констанца в Румунії. До складу комуни входять такі села (дані про населення за 2002 рік):
- Гергіна (28 осіб)
- Мірча-Воде (1897 осіб) — адміністративний центр комуни
- Сату-Ноу (2686 осіб)
- Цибріну (123 особи)

Комуна розташована на відстані 166 км на схід від Бухареста, 38 км на захід від Констанци, 127 км на південь від Галаца.

## Населення
За даними перепису населення 2002 року у комуні проживали 7084 особи.
Національний склад населення комуни:
| Національність | Кількість осіб | Відсоток |
| -------------- | -------------- | -------- |
| румуни         | 7007           | 98,9%    |
| цигани         | 54             | 0,8%     |
| татари         | 14             | 0,2%     |
| турки          | 6              | 0,1%     |
| угорці         | 2              | < 0,1%   |
| німці          | 1              | < 0,1%   |

Рідною мовою назвали:
| Мова      | Кількість осіб | Відсоток |
| --------- | -------------- | -------- |
| румунська | 7065           | 99,7%    |
| татарська | 14             | 0,2%     |
| угорська  | 2              | < 0,1%   |
| турецька  | 2              | < 0,1%   |
| російська | 1              | < 0,1%   |

Склад населення комуни за віросповіданням:
| Релігія        | Кількість осіб | Відсоток |
| -------------- | -------------- | -------- |
| православні    | 6889           | 97,2%    |
| п'ятдесятники  | 93             | 1,3%     |
| римо-католики  | 21             | 0,3%     |
| адвентисти     | 19             | 0,3%     |
| мусульмани     | 19             | 0,3%     |
| греко-католики | 7              | 0,1%     |
| старообрядці   | 5              | 0,1%     |
| реформати      | 3              | < 0,1%   |
| атеїсти        | 2              | < 0,1%   |

## Зовнішні посилання
- Дані про комуну Мірча-Воде на сайті Ghidul Primăriilor [Архівовано 18 липня 2009 у Wayback Machine.]